# パウエル自動車

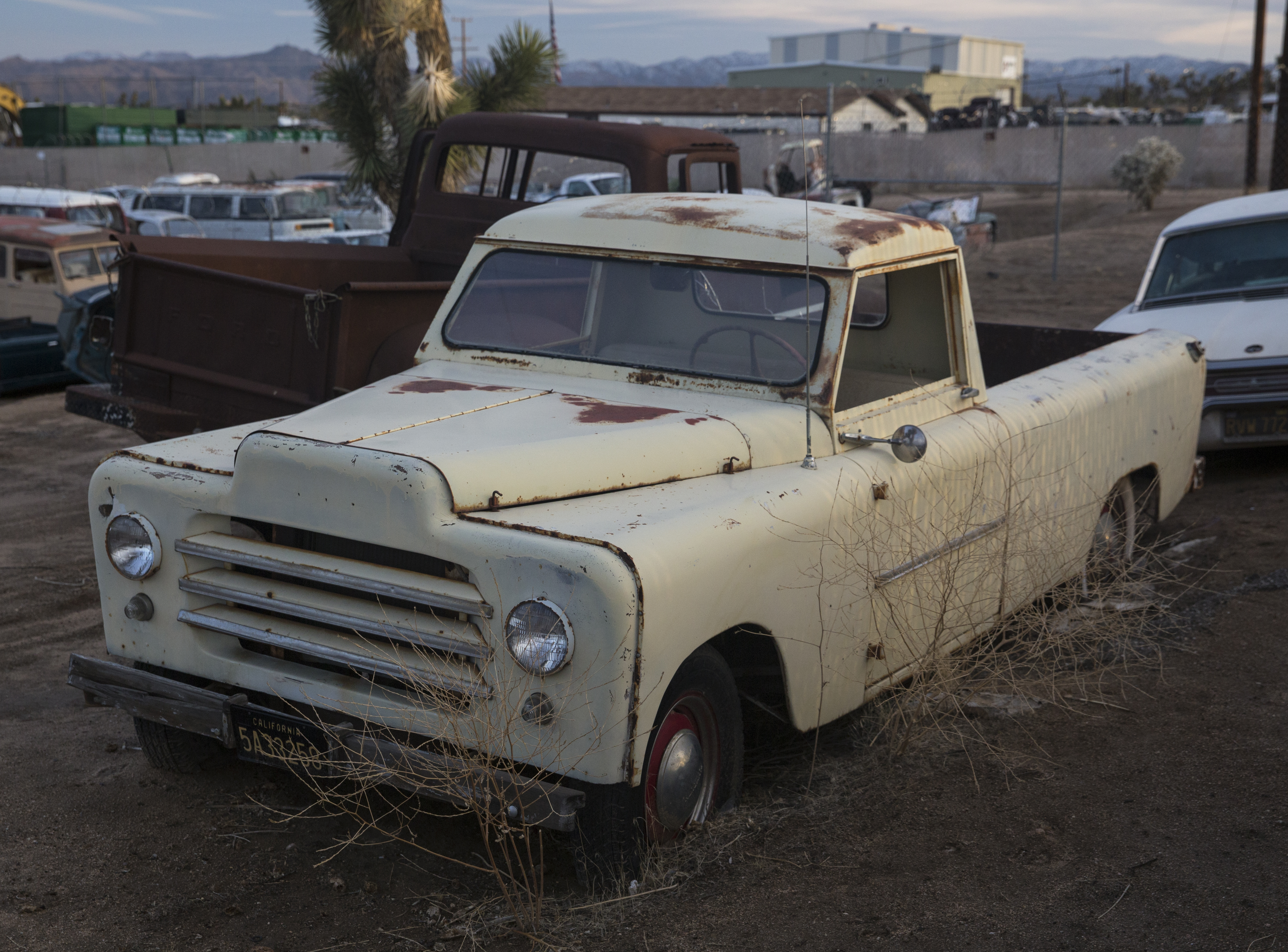
パウエルスポートワゴン

パウエル自動車またはポウエル自動車（Powell Motor Company 、PMC）はアメリカ合衆国カリフォルニア州南部に1930年代半ばから1960年代半ばまで存在した自動車メーカーの一つである。
同社はスクーターの製造販売で知られ、1940年代の終わりに人気が絶頂となった。1950年代にはピックアップトラックとステーションワゴンの製造を手がけ、スクーターが流行した1960年代には再度スクーターと小型バイクに集中した。苦難の歴史の中で、同社は1020台のピックアップトラック、300台のステーションワゴン、3つのモーターハウス、1万台以上のスクーターと業務/配達用の乗物を製造した。
パウエルのスクーターは日本のスクーターにも大きな影響を与えた。中島飛行機が第二次大戦後富士重工業として再出発した際、パウエルを参考にありあわせの材料でラビットスクーターを製作、22年間にわたるヒット商品となったことは有名である。